# Неа-Никомидия
Не́а-Никоми́дия (греч. Νέα Νικομήδεια) — деревня в Греции.

## Описание
Неа-Никомидия расположена на высоте 25 метров над уровнем моря, на левом (восточном) берегу реки Могленицас на Салоникской равнине, в 9 километрах к северо-востоку от Верии, в 59 километрах к западу от Салоник и в 315 километрах к северо-западу от Афин. Входит в общину Верия в периферийной единице Иматия в периферии Центральная Македония. Население 801 житель по переписи 2011 года. Площадь 8,678 квадратного километра.
В 1922 году после Малоазийской катастрофы население пополнилось беженцами. В 1948 году (ΦΕΚ 1Α) создано сообщество, до 1953 года (ΦΕΚ 195Α) деревня называлась Браньятес (Μπρανιάτες). Новое название деревня получила от древнего города Никомедия в Вифинии и означает оно «Новая Никомедия».
Южнее деревни проходит национальная дорога 4 Александрия — Козани и автострада 2 «Эгнатия», часть европейского маршрута E90.
В Неа-Никомидии находится самое древнее неолитическое поселение на территории Европы, датировано 7 тыс. до н. э. Представлено прямоугольными домами в форме полуземлянок с плетёными и обмазанными глиной стенами. Основное занятие населения — земледелие (горох, чечевица, пшеница, ячмень) и скотоводство (мелкий рогатый скот). Имеются следы обожжённой и расписной керамики: женские фигурки, шарообразные сосуды аналогичны принадлежащим таким неолитическим культурам, как анатолийская Хаджилар и ближневосточная Хассуна. Также обнаружены каменные фигурки лягушек. Обнаружены инструменты из камня и кости. Металлы не использовались. Погребения, скорченные на территории посёлка, без погребальных даров.
Культура Неа-Никомидия относится к группе культур Караново-Сескло.

## Население
| Год  | Население, человек |
| ---- | ------------------ |
| 1991 | 801                |
| 2001 | 842                |
| 2011 | ↘ 801              |